# Queixada com rasteira
La queixada com rasteira (litt. "mâchoire / plainte avec balayage", en portugais) est un mouvement déséquilibrant de capoeira le plus souvent utilisé pour esquiver une contre-attaque en "faveur" (dans le même sens) sur la queixada.
Le mouvement consiste à déplacer tout son poids sur le côté pendant la queixada de manière à esquiver le contre, tout en se jetant sur le pied d'appui de l'adversaire pour faire une rasteira